# دونالد توماس (منافس ألعاب قوى)
دونالد توماس (بالإنجليزية: Donald Thomas) هو منافس ألعاب قوى باهاماسي، ولد في 1 يوليو 1984 في فريبورت في باهاماس.

## وصلات خارجية
- دونالد توماس على موقع الاتحاد الدولي لألعاب القوى (الإنجليزية)
- دونالد توماس على موقع الدوري الماسي (الإنجليزية)
- دونالد توماس على موقع اللجنة الأولمبية الدولية (الإنجليزية)
- دونالد توماس على موقع أوليمبيديا (الإنجليزية)